# مارکوس ژرژ هانت
مارکوس ژرژ هانت (انگلیسی: Marcus Georges-Hunt؛ زادهٔ ۲۸ مارس ۱۹۹۴) بازیکن بسکتبال اهل ایالات متحده آمریکا است.
از باشگاه‌هایی که در آن بازی کرده‌است می‌توان به مینه‌سوتا تیمبرولوز و بوستون سلتیکس اشاره کرد.